# Réserve écologique de Redfir Lake-Kapitagas Channel
La réserve écologique de Redfir Lake-Kapitagas Channel (anglais : Redfir Lake-Kapitagas Channel Ecological Reserve) est une réserve naturelle de Terre-Neuve-et-Labrador (Canada) située au sud-ouest du Labrador. Elle protège les deux occurrences de pins gris de la province. La réserve de 82,33 km2 a été créée en 1999. Elle est administrée par le ministère de l'Environnement et de la Conservation.